# Cithaerias juruaensis
Cithaerias juruaensis är en fjärilsart som beskrevs av D'almeida, F. 1951. Cithaerias juruaensis ingår i släktet Cithaerias och familjen praktfjärilar. Inga underarter finns listade i Catalogue of Life.